# Amanat
Pour les articles homonymes, voir Otan (homonymie).
Amanat est le principal parti politique du Kazakhstan. Son nom signifie « Héritage des ancêtres » en kazakh.
Il est formé en décembre 2006 sous le nom Nour-Otan (en cyrillique Нур-Отан), ce qui signifie « rayon de soleil de la patrie » en kazakh, mais il existe dans les faits sous le nom Otan (« Patrie » en kazakh) depuis le 12 février 1999, à la suite de la fusion de plusieurs partis dont le Parti agrarien (en) et le Parti civique (en). Le parti compte alors environ 760 000 membres.
Le parti Otan a été fondé en 1999 pour soutenir le président Noursoultan Nazarbaïev. Lors de son 1er congrès, tenu le 1er mars 1999 à Almaty, le parti a esquissé un programme largement favorable au gouvernement de Nazarbaïev. Depuis cette date il est continuellement au pouvoir. Pour les analystes, le soutien à la personnalité du président est d'ailleurs la seule idéologie du parti.
Ses principaux rivaux sont Ak Jol à sa droite et le Parti populaire  (Parti communiste) à sa gauche, même si ces concepts de droite et de gauche sont peu pertinents dans la politique kazakhe où l'idéologie passe après le soutien aux chefs politiques du parti.
Le parti Nour-Otan remporte sans surprise les élections législatives kazakhes de 2021, l'opposition ayant été empêchée de participer et contrainte au boycott.
En octobre 2011, un accord de coopération a été signé à Astana entre Nour-Otan et le Parti des régions ukrainien, et un autre a été signé en 2015 avec Russie unie.
Après la révolte de 2022 puis sa répression, Noursoultan Nazarbaïev est mis à l'écart de plusieurs postes importants. Il est en particulier remplacé à la présidence de Nour-Otan lors d'un congrès le 28 janvier 2022 par Kassym-Jomart Tokaïev. Ce dernier cherche alors à se démarquer de son prédécesseur et, le 1er mars 2022, lors d'un congrès annuel, le parti acquiert son nom actuel, Amanat.